# Michail Chergiani
Michail Vissarionovič Chergiani (gruzínsky მიხეილ ხერგიანი; rusky Михаил Виссарионович Хергиани; italsky Mikhail Khergiani) (20. března 1932 Mestia, Gruzie, Sovětský svaz – 4. července 1969 Monte Civetta, Itálie) byl legendární gruzínský (sovětský) horolezec, přezdívaný Skalní tygr. (Jako rok narození je uváděno 1932 a 1935, úmrtí 1969 a 1971.)
Čchumlian (Čchvimlian, Čchvimlid) Khergiani (Kerghiani, Chergiani, Kerghiani, Hergiani) pocházel z horského městečka ve Svanetii, kde má dosud také muzeum. Fyzickou kondici si udržoval běháním a poskakováním po balvanech a horskými výstupy. Třikrát vyhrál mistrovství SSSR v horolezectví, za éry nejznámějšího ruského horolezeckého cvičitele Vitalije Abalakova byl vedoucím horolezeckého výcvikového tábora a členem horské služby. Byl autorem mnoha vážných prvovýstupů na Kavkaze a Pamíru. Účastnil se prvních mezinárodních setkání horolezců ve Francii, Itálii a ve Spojeném království, kde získal svými výkony obdiv nejslavnějších himálajských horolezců. Tehdejší československé horolezce ovlivnil natolik, že při svých následných výpravách na Kavkaz přelézali jeho horské cesty.
Zemřel bez se svého spolulezce po pádu v italských Dolomitech při výstupu na Cimu su Alto (Monte Civetta), kde jim padající kámen přesekl lano (ve snaze o maximální rychlost nepoužili dvě). Nedaleko působící vojenský oddíl poté na jeho počest vypálil salvu. O jeho životě napsal knihu ruský spisovatel Jurij Burlakov, byla přeložená také do češtiny.

## Významné úspěchy

### Výstupy

#### Kavkaz
- 1956: Západní vrchol Ťuťu-baši (4 530 m n. m.), horolezecký klub Burevestnik – mistrovský titul v kategorii technicky obtížných výstupů
- 1957: prvovýstup severozápadní stěnou Donguz Orunu s Josifem Kachianim – neoceněný přelomový výstup
- 1965: Aljama, Missestau (horolezecký klub Kutaisi) – mistrovský titul v kategorii traverzů
- Chergianiho cesta na Donguz Orun (1. opakování Radovan Kuchař a Oldřich Kopal, 1959)
- Chergianiho cesta S stěnou Ťuťu (poté i 1. ženský výstup klasifikace 5B na Kavkaze: Zuzana Hofmannová a Alena Stehlíková, 1981)

### Ocenění
- Mistr SSSR v horolezectví – 4 zlaté medaile (1956, 1957, 1964, 1965), 1 stříbrná, 2 bronzové[1]
- Mistr sportu v horolezectví SSSR
- Řád Čestného odznaku

## Galerie

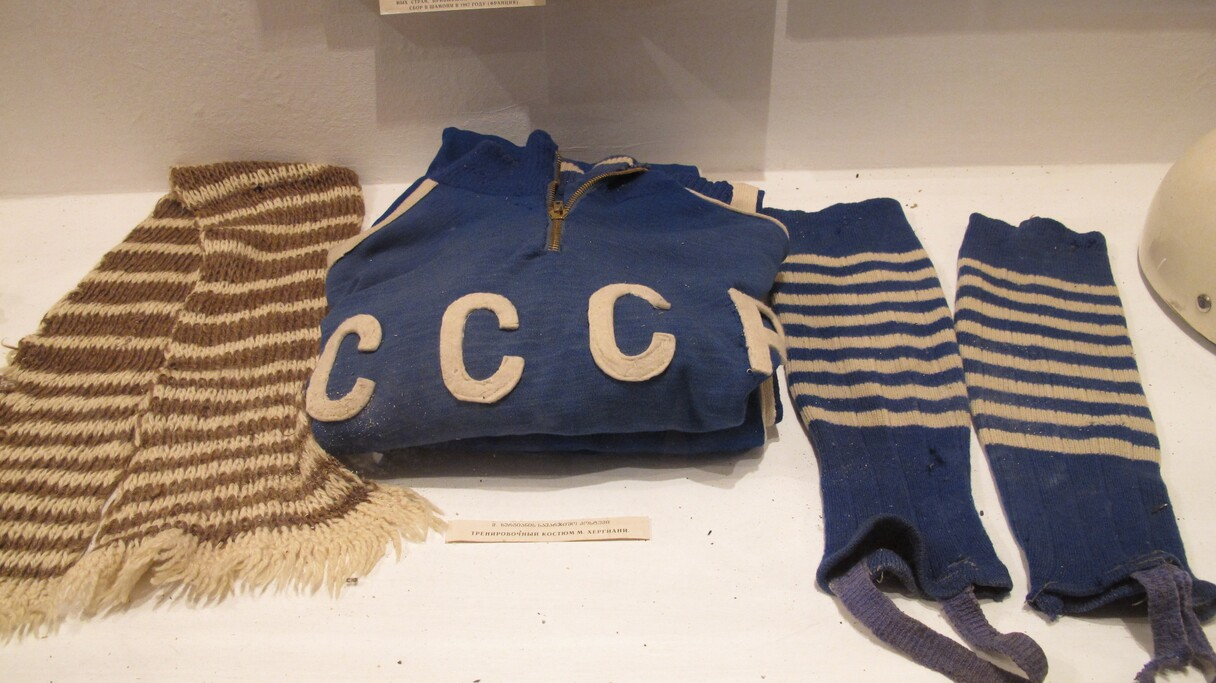
Chergianiho oblečení